# Bahnhof Berlin Hohenzollerndamm
Der S-Bahnhof Hohenzollerndamm ist ein Bahnhof im Berliner Ortsteil Halensee des Bezirks Charlottenburg-Wilmersdorf. Er befindet sich am Streckenkilometer 28,6 der Berliner Ringbahn auf Höhe der Kreuzung mit dem Hohenzollerndamm.

## Lage und Aufbau
Der S-Bahnhof liegt im äußersten Süden des Ortsteils Halensee an der Hohenzollernbrücke. Der Mittelbahnsteig der S-Bahn liegt unterhalb der Brücke und wird seitlich vom Sesselmannweg und den Gütergleisen der Ringbahn sowie dem Stadtring begrenzt. Der Zugang erfolgt sowohl vom Empfangsgebäude als auch von der Brücke über eine Fußgängerbrücke und von dort aus weiter zum Bahnsteig.

Zusätzliches Zugangsgebäude (2008 fertiggestellt)

Als dritter Zugang wurde 2008 vom Architektenbüro Dörr Wimmer PartGmbB (dlw) ein direkter Zugang von der südöstlichen Straßenseite der Hohenzollernbrücke angelegt. Die Herstellungskosten beliefen sich auf rund 500.000 Euro.
Das Empfangsgebäude ist in Anlehnung an die umliegende Bebauung wie ein Wohnhaus ausgeführt. Es wurde im Stil der beginnenden Moderne mit Elementen des Jugendstils errichtet.
Der Bahnhof ist barrierefrei ausgestattet. Die Anlage aus Bahnhof und Wohnhaus ist in der Berliner Landesdenkmalliste aufgeführt.

## Geschichte
Der Bahnhof wurde zwischen 1908 und 1910 zur Erschließung der neuen Wohnquartiere am Hohenzollerndamm gebaut. Die Eröffnung fand am 1. November 1910 statt. Seit dem 6. November 1928 wird der Haltepunkt von den elektrischen Vorortzügen bedient, aus denen 1930 die S-Bahn hervorging.

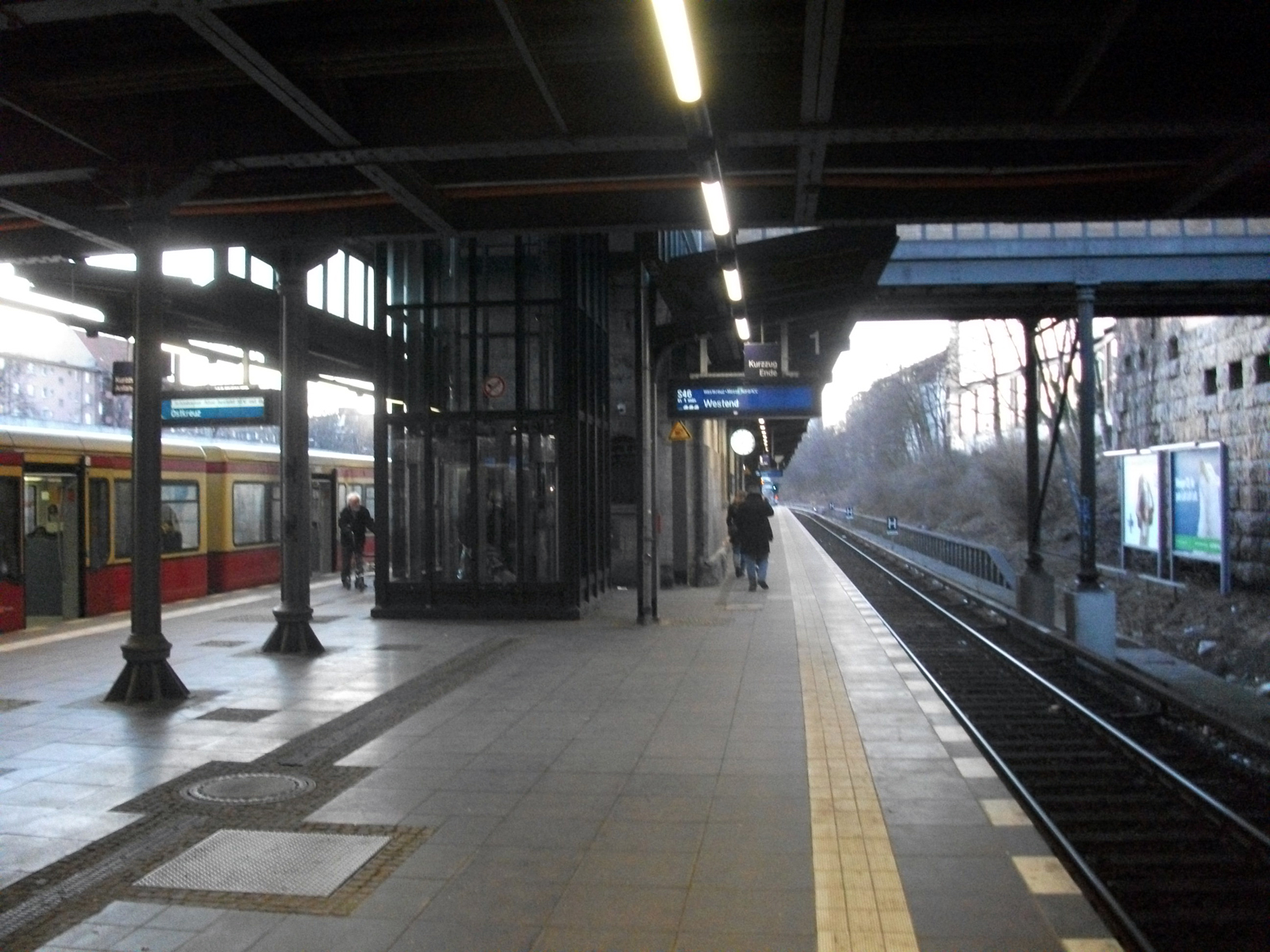
Bahnsteig

Der S-Bahnhof wurde mitsamt der Ringbahn aufgrund des Reichsbahnerstreiks am 18. September 1980 stillgelegt. Die Berliner Verkehrsbetriebe übernahmen daraufhin 1984 die S-Bahn von der Deutschen Reichsbahn und begannen ab 1988 mit der Sanierung des in die Jahre gekommenen Empfangsgebäudes. Ein Jahr dauerten die Instandsetzungsarbeiten an der Ringbahn und den Bahnhöfen, dabei wurde der Bahnsteig am S-Bahnhof Hohenzollerndamm unter die Brücke nach Südosten verschoben, um einen weiteren Zugang von der anderen Straßenseite aus zu ermöglichen. Ferner wurde eine Aufzuganlage für den behindertengerechten Zugang eingebaut. Die Wiederinbetriebnahme des Südrings erfolgte zum 17. Dezember 1993. Der neue Zugang folgte etwa 15 Jahre darauf am 19. Dezember 2008.
Seit Ende 2015 erfolgt die Zugabfertigung durch den Triebfahrzeugführer mittels Führerraum-Monitor (ZAT-FM).

## Anbindung
Der S-Bahnhof wird von den Ringbahnlinien S41 und S42 sowie der Linie S46 der S-Bahn bedient. Es besteht eine Umsteigemöglichkeit zur Omnibuslinie 115 der Berliner Verkehrsbetriebe. Bis zum 1. November 1954 bestand ein direkter Übergang zur Straßenbahnlinie 57.
| Linie | Verlauf | Takt in der HVZ |
| ----- | --- | --------------- |
| ↻ ↺   | Gesundbrunnen – Schönhauser Allee – Prenzlauer Allee – Greifswalder Straße – Landsberger Allee – Storkower Straße – Frankfurter Allee – Ostkreuz – Treptower Park – Sonnenallee – Neukölln – Hermannstraße – Tempelhof – Südkreuz – Schöneberg – Innsbrucker Platz – Bundesplatz – Heidelberger Platz – Hohenzollerndamm – Halensee – Westkreuz – Messe Nord/ZOB – Westend – Jungfernheide – Beusselstraße – Westhafen – Wedding – Gesundbrunnen \|\| 05 min |                 |
|       | Westend – Messe Nord/ZOB – Westkreuz – Halensee – Hohenzollerndamm – Heidelberger Platz – Bundesplatz – Innsbrucker Platz – Schöneberg – Südkreuz – Tempelhof – Hermannstraße – Neukölln – Köllnische Heide – Baumschulenweg – Schöneweide – Johannisthal – Adlershof – Grünau – Eichwalde – Zeuthen – Wildau – Königs Wusterhausen \|\| 20 min |                 |